# 暨濟物
暨濟物，又作暨物齊，暨齊物，字子虚，五代十国杭州人。
年轻时学习黄老术，跟随師父玉清觀朱君緒受法籙神符祕方。隨他入大滌山中，以巖洞爲室。又创建垂象樓三间，储藏道書幾千卷，朝夕討論，貫穿精微，聽得无不忘倦。吴越忠懿王召见他，爲他賜度弟子，他回答：“居于山中独居樂静已久，不願有徒弟啊。”所居室壁東西各置一隟，采日月光華，很久后，对左右说：“我將再去羅浮石樓之間。”不知所去何处。